# Winterborne Kingston
Winterborne Kingston – wieś w Anglii, w hrabstwie Dorset. Leży 19 km na północny wschód od miasta Dorchester i 167 km na południowy zachód od Londynu.